# Asclepias pratensis
Asclepias pratensis är en oleanderväxtart som beskrevs av George Bentham. Asclepias pratensis ingår i släktet sidenörter, och familjen oleanderväxter. Inga underarter finns listade i Catalogue of Life.